# Санакоев, Григорий Георгиевич
Григорий Георгиевич Санакоев (осет. Санахъоты Джиуæры фырт Григол; 1914, с. Дзау, Горийский уезд, Тифлисская губерния, Российская империя — ?) — советский государственный и партийный деятель. Первый секретарь Юго-Осетинского обкома КП Грузии (1954—1959).

## Биография
Член ВКП(б) с 1939 года. В 1950 г. окончил Высшую партийную школу при ЦК ВКП(б).
С 1931 года — на хозяйственной, общественной и политической работе.
- 1941—1943 гг. — начальник политического отдела машинно-тракторной
- 1943—1947 гг. — заведующий сельскохозяйственным отделом Областного комитета КП(б) Грузии Юго-Осетинской автономной области,
- 1950—1951 гг. — инструктор отдела партийных, профсоюзных и комсомольских органов ЦК КП(б)
- 1951—1952 гг. — первый секретарь Сталинирского районного комитета КП(б) Грузии (Юго-Осетинская автономная автономная область),
- 1952 г. — заведующий Планово-финансово-торговым отделом Областного комитета КП(б) Грузии Юго-Осетинской автономной
- 1952—1953 гг. — заведующий сельскохозяйственным отделом Областного комитета КП(б) — КП Грузии Юго-Осетинской автономной области,
- 1953—1954 гг. — председатель исполнительного комитета Областного Совета Юго-Осетинской автономной области,
- 1954—1959 гг. — первый секретарь Областного комитета КП Грузии Юго-Осетинской автономной области,
- 1959—1961 гг. — заведующий отделом административных органов ЦК КП Грузии.

Избирался Верховного Совета СССР 4-го и 5-го созывов.